# 美克洛嗪
美克洛嗪（英文：Meclizine），中文又称氯苯甲嗪，是一种用于治疗晕动病、头晕和眩晕的抗组胺药。此药为口服，一般吞服后1小时内开始起效，药效可维持一天。
美克洛嗪的药理学基础与抗胆碱剂、抗组胺药部分相同，有中枢神经系统镇静、局部麻醉等作用，对内耳迷路（骨迷路、膜迷路）以及前庭系统的活动有抑制作用。美克洛嗪常见的副作用包括困倦和口干等。严重可出现视力模糊或过敏反应。一般认为孕妇使用较为安全，但还未经过严格详细研究，而哺乳期使用的安全性未知。
美克洛嗪于1951年获得专利，于1953年开始医用。此药一般属于通用名药物、非处方药。2017年，此药是美国第161位常用药物，有300多万次处方配药。